# Wilhelmsaue (Grünheide (Mark))
Wilhelmsaue ist ein Wohnplatz der Gemeinde Grünheide (Mark) im Landkreis Oder-Spree in Brandenburg.

## Geografische Lage
Der Wohnplatz liegt rund 430 m nordwestlich des Grünheider Gemeindeteils Sieverslake. Rund 670 m südlich fließt die Spree von Osten kommend in nordnordwestlicher Richtung vorbei. Die Wohnbebauung konzentriert sich auf wenige Gebäude, die umliegenden Flächen sind bewaldet und bestehen lediglich westlichen Bereich aus Offenflächen, die durch Meliorationsgräben in die Spree entwässert werden.

## Geschichte
Im Jahr 1841 erschien in den Akten ein Etablissement Blumensberg, das 1847 als Vorwerk Wilhelms-Aue des Agrarwissenschaftlers und Landesökonomierats Albrecht Philipp Thaer genutzt wurde. Es bestand im Jahr 1860 aus einem Wohn- und vier Wirtschaftsgebäuden, in dem neun Personen lebten (1858). Bis 1925 ging die Anzahl der Personen auf sechs zurück. Wilhelmsaue kam 1932 zu Spreeau und wurde dort als Wohnplatz geführt. Am 26. Oktober 2003 wurde Spreeau mit Wilhelmsaue nach Grünheide (Mark) eingemeindet.